# Безногі ящірки
Це сття про ящірок родини Anniellidae. Безногими ящірками також називають веретільницевих, лусконогів, червоподібних ящірок і деяких інших.
Безногі ящірки (лат. Anniellidae) — родина плазунів з ряду лускатих (Squamata). Включає два види, що об'єднуються в один рід — Anniella, які населяють Мексику, США (штат Каліфорнія) та Acontias mukwando з родини сцинкових (Scincidae), яку в 2023 році було знайдено в Анголі.

## Будова
Безногі ящірки схожі на веретільницевих, однак у них відсутні зовнішні слухові отвори, а кісткові пластини під лускою розвинені слабко. Повністю відсутні кінцівки. Очі маленькі з рухомими повіками. Скроневі дуги відсутні.

## Спосіб життя
Велику частину часу безногі ящірки проводять під землею і лише зрідка виповзають на поверхню. За допомогою лопатоподібної розширеної голови і хвилеподібних рухів тіла вони прокладають ходи в рихлому і піщаному ґрунті. Їжа безногих ящірок складається переважно з комах та інших безхребетних.
Безногі ящірки яйцеживородні і за один раз самка народжує від одного до чотирьох дитинчат. Статева зрілість настає у віці трьох років.

## Роди і види
- Рід Anniella
  - Каліфорнійська безнога ящірка (Anniella pulchra)
  - Джеронімська безнога ящірка (Anniella geronimensis)
- Родина Сцинкових (Scincidae)
  - Ангольська безнога ящірка (Acontias mukwando)